# Maltypus mawdsleyi
Maltypus mawdsleyi es una especie de coleóptero de la familia Cantharidae.

## Distribución geográfica
Habita en Brunéi.